# Göran Silfverhielm

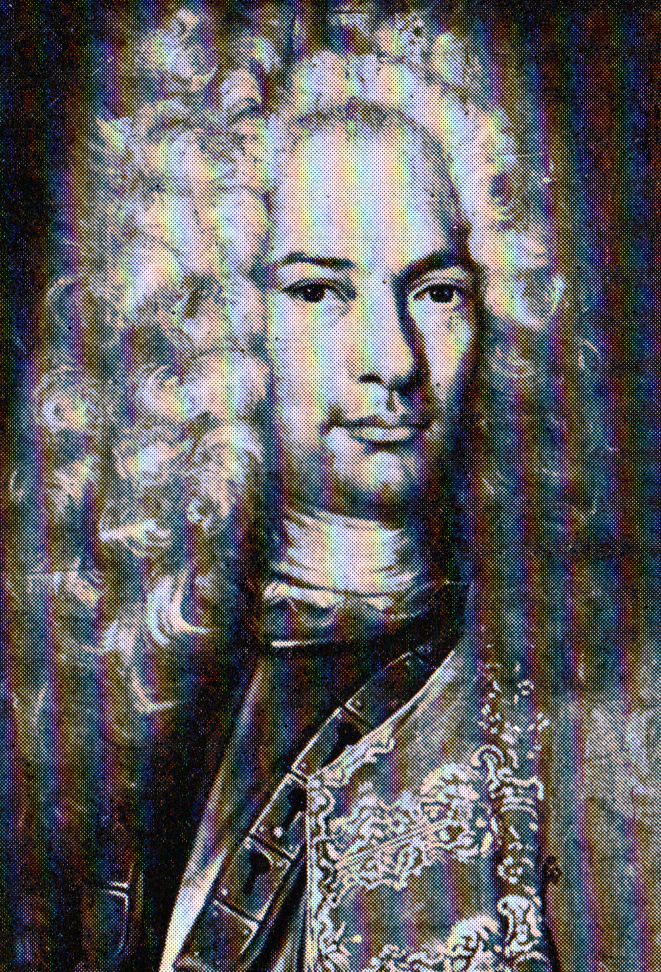
Göran Silfverhielm (um 1735)

Göran Silfverhielm, auch Jöran, seit 1719 Freiherr (schwedisch Friherre), (* 3. Dezember 1681 in Småland; † 7. Januar 1737 in Stockholm) war ein schwedischer Feldmarschall.

## Leben

### Herkunft und Familie
Göran war Angehöriger des schwedischen Adelsgeschlechts Silfverhielm. Seine Eltern waren der schwedische Rittmeister Eric Silfverhielm (1656–1692) und Anna Maria Patkull († 1720). Er vermählte sich 1717 mit Gräfin Hedvig Ulrika Ekeblad (1697–1762). Aus der Ehe sind fünf Söhne hervorgegangen, darunter der schwedische Generalleutnant Claes Erik Silfverhielm (1725–1792).
Die von ihm gestiftete freiherrliche Linie ist 1978 im Mannesstamm und 2010 gänzlich erloschen.

### Werdegang
Silfverhielm begann 1696 seine Laufbahn als Freiwilliger bei der Livgarde. Dort wurde er 1698 Rüstmeister und 1700 Leibtrabant. 1704 wechselte er als Rittmeister zum Skåne-Kavallerieregiment und stieg noch im selben Jahr zum Major auf. Es folgte 1706 die Beförderung zum Oberstleutnant, 1712 die zum Sekondeoberst und schließlich 1716 die zum Oberst und damit Regimentschef im Smålands-Kavallerieregiment. 1717 avancierte er zum Generalmajor der Kavallerie.
Silfverhielm wurde 1719 in den schwedischen Freiherrnstand erhoben und 1720 bei der Freiherrnklasse der schwedischen Ritterschaft introduziert (Nr. 159).
Nach seiner Beförderung zum Generalleutnant 1720 wurde er im Jahre 1727 in den Reichsrat berufen, verzichtete jedoch auf dieses Amt. Stattdessen wurde er 1728 Kommandeur des Leibregiments zu Pferde und stieg im selben Jahr zum General der Kavallerie auf. Er beschloss seine Tour als Feldmarschall, was er seit 1734 war.
Im Großen Nordischen Krieg konnte er sich vor Narwa, an der Düna, vor Klissow und vor Pułtusk sowie bei der Belagerung und Einnahme von Thorn auszeichnen. Nach der Schlacht bei Poltawa gehörte er zu jenen Offizieren die Karl XII. nach Bender und von dort weiter bis nach Stralsund begleiteten.
Er war Freiherr auf Flishult sowie Erbherr auf Traneryd und Örsbyholm. Alle seine Güter lagen in Jönköpings län. Er ist in der Näsby-Kirche in Vetlanda begraben.